# Baptiste Delaporte
Pour les articles homonymes, voir Delaporte.
Pas d'image ? Cliquez ici

a Compétitions nationales et continentales officielles uniquement.

Dernière mise à jour le 16 février 2020.
Baptiste Delaporte, né le 25 mars 1997 en Martinique, est un joueur français de rugby à XV qui joue au poste de troisième ligne aile au Castres olympique.

## Carrière
Baptiste Delaporte est né en Martinique d'un pére militaire et d'une mère de Castres. Il revient à l'âge de 3 ans dans le Tarn puis commence le rugby à 6 ans à Labruguière.
Il y fait toute l'école de rugby jusqu'en benjamin deuxième année avant d'aller au Sor Agout XV, club voisin des villages de Saix et Soual. Il y reste une seule année puis est recruté par le Castres olympique.
À partir de la catégorie cadet, il est régulièrement capitaine des équipes dans lesquelles il joue. En 2017, il mène l'équipe espoirs du Castres olympique en finale de championnat de France espoirs face à l'USA Perpignan au Stade de la Méditerranée à Béziers.
Le 4 février 2020, il est appelé dans le groupe élargi de l'équipe de France de rugby à XV pour préparer le deuxième match du Tournoi des Six nations contre l'Italie.
Début décembre 2023, il signe un nouveau contrat de trois ans avec le Castres olympique, ce qui pousse son bail jusqu'à juin 2027.

## Palmarès

### En club
- Castres olympique
  - Finaliste du Championnat de France espoirs en 2017
  - Vainqueur du Championnat de France en 2018
  - Finaliste du Championnat de France en 2022